# Барба Жване
Барба Жване је југословенски ратни филм из 1949. године у режији Вјекослава Афрића.
Прво приказивање је било 1. новембра 1949. године.

## Радња
Сељаци у Истри, како би помогли партизанима шаљу као своју помоћ десет грла стоке изгладнелим партизанима у Горском Котару. Стоку треба да потера Барба Жване, који, служећи се разним лукавствима, савладава све препреке и опасности на свом путу и успева да је дотера до Котара. Он се тада и прикључује партизанима. По завршетку рата, 1945. године Истра је слободна, а на челу колоне партизана и ослободилаца, у своје село, победоносно улази и сам Барба Жване.

## Улоге
| Глумац             | Улога        |
| ------------------ | ------------ |
| Драгомир Фелба     | Барба Жване  |
| Владимир Медар     | Стипе        |
| Нада Млађеновић    | Маре         |
| Милутин Мића Татић | Ремзо        |
| Раде Млађеновић    | командир     |
| Миша Мирковић      | десетар      |
| Душан Добровић     | Ростнер      |
| Деса Берић         | Нинета       |
| Бошко Бошковић     | председник   |
| Оливера Гајић      |              |
| Ђорђе Јелисић      |              |
| Ксенија Јовановић  |              |
| Нада Капетановић   |              |
| Богдан Колаковић   | Барба Тоне   |
| Киро Лахцански     | Бепо         |
| Александар Маркус  | Марко        |
| Мира Николић       |              |
| Влада Петрић       |              |
| Иван Предић        | Иво          |
| Гита Предић-Нушић  | Жванова жена |
| Јеласин Синовец    |              |
| Златибор Стоимиров | партизан     |
| Жижа Стојановић    |              |
| Миљенко Викић      |              |
| Бранко Војновић    | командант    |

Комплетна филмска екипа  ▼
| Редитељ                   | Вјекослав Афрић       |                                        |
| Сценариста                | Вјекослав Афрић       | (адаптација)                           |
| Сценариста                | Драго Герваис         | (новела)                               |
| Композитор                | Крешимир Барановић    |                                        |
| Директор фотографије      | Михаило Ивањиков      |                                        |
| Монтажер                  | Клеопатра Харисијадес |                                        |
| Сценограф                 | Милутин Мића Татић    | (као Мића Татић)                       |
| Уметнички директор        | Александар Маркуш     | (као Саша Маркуш)                      |
| Одсек за шминку           | Марија Јовановић      | шминкерка                              |
| Одсек за шминку           | Марија Кордић         | шминкерка                              |
| Менаџер продукције        | Душан Недељковић      | вођа снимања (као Бата Недељков)       |
| Менаџер продукције        | Михо Политео          | директор филма                         |
| Помоћник режије           | Влада Петрић          | помоћник редитеља                      |
| Помоћник режије           | Љубомир Радичевић     | помоћник редитеља (као Љуба Радичевић) |
| Помоћник режије           | Федор Шкубоња         | помоћник редитеља                      |
| Одсек за звук             | Божидар Вукадиновић   | тон мајстор (као Божа Вукадиновић)     |
| Специјални ефекти         | Зоран Ђорђевић        | пиротехничар                           |
| Специјални ефекти         | Душан Живковић        | пиротехничар                           |
| Одсек за камеру и расвету | Душан Недељковић      | пратилац камере (као Бата Недељковић)  |
| Одсек за камеру и расвету | Јелашин Синовец       | пратилац камере                        |
| Одсек за камеру и расвету | Федор Шкубоња         | пратилац камере                        |
| Одсек за монтажу          | Драган Швабић         | асистент монтажера                     |
| Одсек за монтажу          | Ћира Винокић          | асистент монтажера                     |
| Музички одсек             | Оскар Данон           | диригент                               |